# L'habit ne fait pas le moine (film)
Pour plus de détails, voir Fiche technique et Distribution.
L'habit ne fait pas le moine (titre original : Say One for Me) est un film américain réalisé par Frank Tashlin, sorti en 1959.

## Fiche technique
- Titre original : Say One for Me
- Titre français : L'habit ne fait pas le moine
- Réalisation : Frank Tashlin
- Scénario : Robert O'Brien
- Photographie : Leo Tover
- Montage : Hugh S. Fowler
- Pays d'origine :  États-Unis
- Format : Couleurs - 2,35:1
- Genre : Comédie, Film musical
- Durée : 120 minutes
- Date de sortie : 1959

## Distribution
- Bing Crosby : Père Conroy
- Debbie Reynolds : Holly LeMaise
- Robert Wagner : Tony Vincent
- Ray Walston : Phil Stanley
- Les Tremayne : Harry LaMaise
- Connie Gilchrist : Mary
- Frank McHugh : Jim Dugan
- Stella Stevens : Chorine
- Sebastian Cabot : Monseigneur Francis Stratford
- Murray Alper (non crédité) : Otto